# الدرجة الأولى البوليفية
الدوري البوليفي لكرة القدم هي مسابقة كرة القدم بين أندية بوليفيا .
البطل الحالي هو ذي سترونغيست.